# 乌尔米耶病毒属
乌尔米耶病毒属（Ourmiavirus），乌尔米耶位于伊朗北部，臨近於亞拉臘山南端的凡湖，此屬的病毒最初於該地被發現。

## 分類
- 歐爾密甜瓜病毒（Ourmia melon virus, OuMV）
- 伊皮魯斯櫻桃病毒（Epirus cherry virus, EpCV）
- C型木薯病毒（Cassava virus C, CsVC）